# 縄文海進

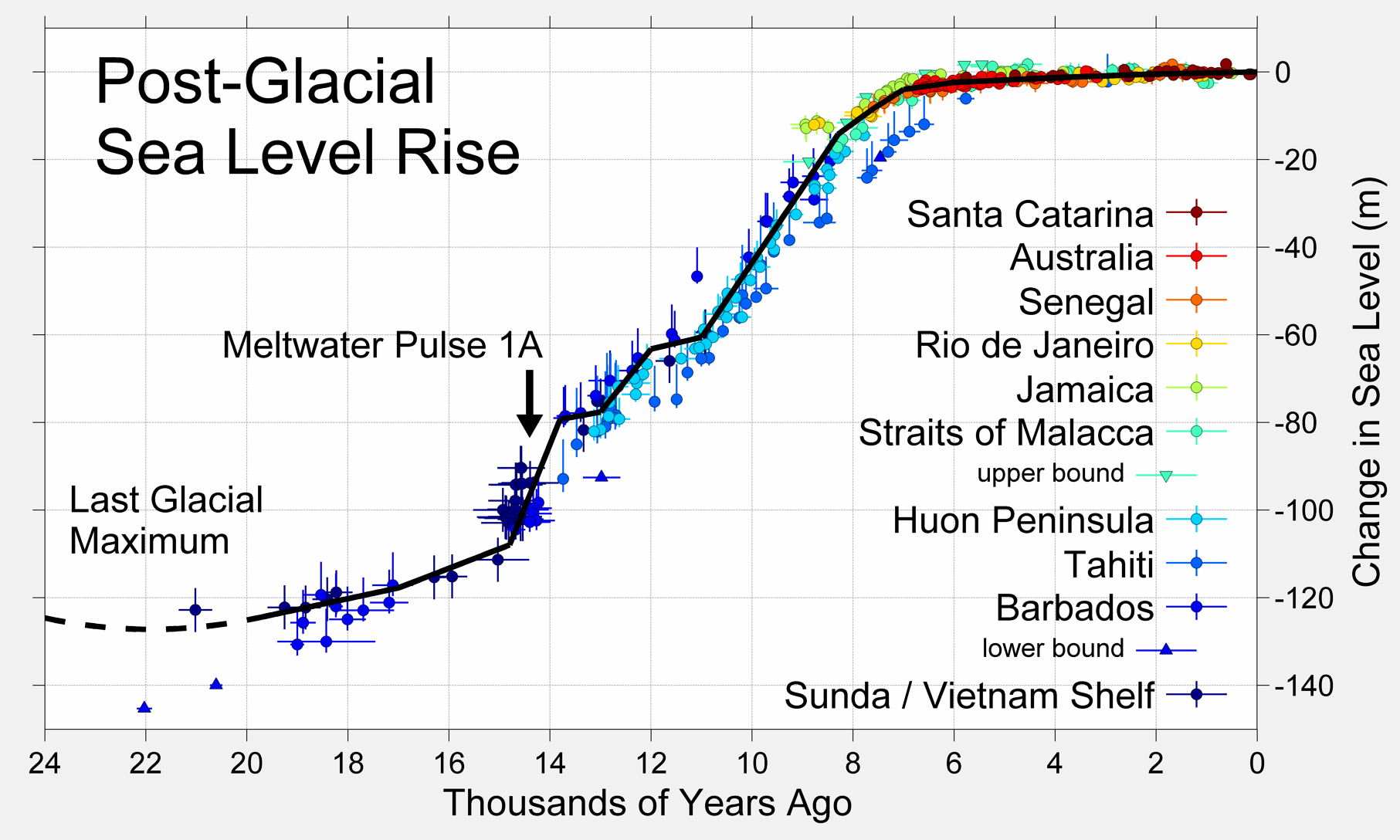
最終氷期以降の海水準変動

縄文海進（じょうもんかいしん）は、地質学的には完新世海進、後氷期海進 (Holocene glacial retreat) を指す海進である。すなわち最終氷期の最寒冷期後（1万9000年前）から始まった温暖化にともなう海水準上昇を指す。日本では縄文時代の始まり（1万6000年前）に近い。海水準上昇は約120メートルにおよんだ（年速1–2センチメートル）
ピーク時である約6500年 - 約6000年前まで上昇が続いた。ピーク時の気候は現在より平均気温が1–2℃高かった。なお特にピーク時およびその数百年間の海進を強調し縄文海進と呼ぶ場合もある。
この海面上昇は、沖積層の堆積より速かったので、最終氷期に海岸から奥深くまで河川により侵食された河谷にはピーク時には海が入り込み大規模な内海が形成された。

## 原因
この時期は最終氷期終了の後に起きた世界的な温暖化の時期に相当する（完新世の気候最温暖期（ヒプシサーマル））。また、北半球の氷床が完新世では最も多く融けていたため、世界的に海水準が高くなった時期に当たる。
この温暖化の原因は地球軌道要素の変化による日射量の増大とされている。しかし、日射量のピークは9000年前であり、7000年前の海進のピークとは差がある。近年の地球温暖化の議論では、過去の温暖化の例として、小説などでもしばしば取り上げられている。

## 日本

### 歴史

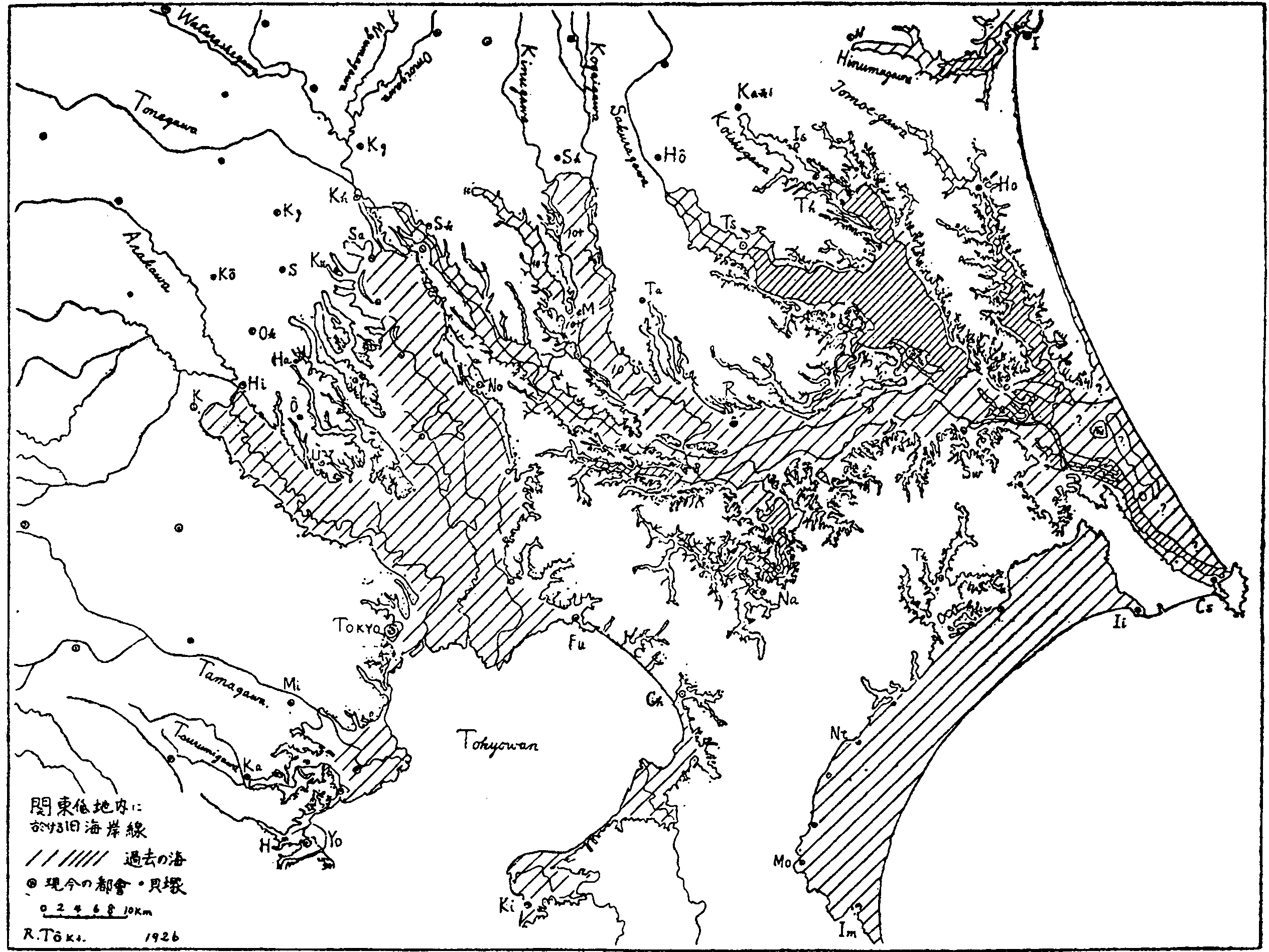
1926年時点の関東平野地図に、縄文海進時代の海進領域（斜線部）を重ねた地図

関東平野では香取海（現在の鬼怒川）や奥東京湾（利根川、渡良瀬川、なお当時の利根川・荒川による湾部は「古入間湾」とも呼ばれる）などが形成され、大宮台地などは半島となっていた。
縄文時代には、それまで海の沿岸近傍に住んでいた人々は、海進により、河川を遡り内陸へ移住した。
その後は沖積層の堆積が追いつき、上記の湾は現在の低地平野となった。

### 研究史と低位海面論
縄文海進は、貝塚の存在から仮説の提唱が始まった。海岸線付近に多数あるはずの貝塚が、内陸部で発見されたことから海進説が唱えられた。
これは、地質学において地球規模で最終氷期後の海水準上昇のピークに対応することが確認された。
関東地方の貝塚は内陸奥深くに分布することから、旧汀線はその付近にあると考えられる。この学説は関東大震災から3年後に発表されており、当時、房総半島南部や三浦半島の隆起と関東平野の沈降が観測され、房総半島の海岸段丘も過去の巨大地震との関連として注目されており、内陸における貝塚分布は陸地沈降とその後の埋積作用の証拠の一つと考えられた。当時の復興局は多数のボーリング調査を行い、関東平野には後に「有楽町層」と呼ばれる海成粘土層が広範に堆積していることを明らかとしている。
貝塚の貝類組成には仙台湾においても、現在三河湾以南とされるハイガイ等を含んでおり、当時の気候は現在よりも暖かいものと考えられた。縄文土器編年の原形を作り上げた山内清男は、こうした温暖化を伴う「有楽町層」の形成をヨーロッパのリトリナⅣ海進の時期（デンマークのエルテベレ貝塚最末期）に相当する地球的な規模の海水準変動のひとつと考えた。「有楽町海進」は、のちに「縄文海進」と称されるようになり、約5500年前の縄文前期中葉の海進頂期には、海水準は現在の標高4.4メートル、気温＋2℃の世界が想定されている。
一方、こうした高位海面論に対し、西ヨーロッパや北米大陸では現海水準よりも高い旧汀線は確認されず、日本列島等の「見かけの高位旧汀線」はすべて地盤変動の結果であり、現海水準が完新世の最高水準で、高位海面期はなかったとする低位海面論も有力な学説である。さらに極地方の数千メートルに及んだとされる氷床の溶融による隆起と、逆に海水の増加が引き起こした加重による沈降で、沿海部が海側に引き込まれる現象（ハイドロアイソスタシー）によって、西部九州の海抜 -3メートル乃至4メートルにある縄文前期の海底遺跡群は現在、説明がなされている。神奈川県小田原市羽根尾貝塚では標高22メートルの高所から縄文前期の旧中村湾汀線が確認され、もはや一律の海水準変動で貝塚分布を説明することはできなくなっている。
縄文前期の温暖化についても、太平洋深海底の珪藻分析によって、当時黒潮由来の暖水渦の発生により黒潮の勢力が現在よりも北方まで及んでいたことが明らかとされ、必ずしも地球的な規模での温暖化ではなく日本近海における地域現象のひとつと考えられている。
仙台湾最奥の鹹水産貝塚は岩手県一関市藤沢町七日市貝塚（早期後葉 - 前期初頭）で海抜-3.5メートル、縄文前期の海水準が現在の海水準より高かったとする明確な証拠はなく、「仙台平野では縄文時代を通じ現海水面を上回る高海水準は存在しなかった」、「海抜1メートル前後であり、それを大幅に上回ることはない」と関東地方とは大きく異なる評価となっている。
日本列島は四つのプレートがひしめき合う脆弱な構造の火山列島であり、貝塚の分布はその列島史とともに被災履歴をも示している可能性がある。